# Anii 2080
Anii 2080 reprezintă un deceniu care va începe la 1 ianuarie 2080 și se va încheia la 31 decembrie 2089.

## Evenimente

### 2080

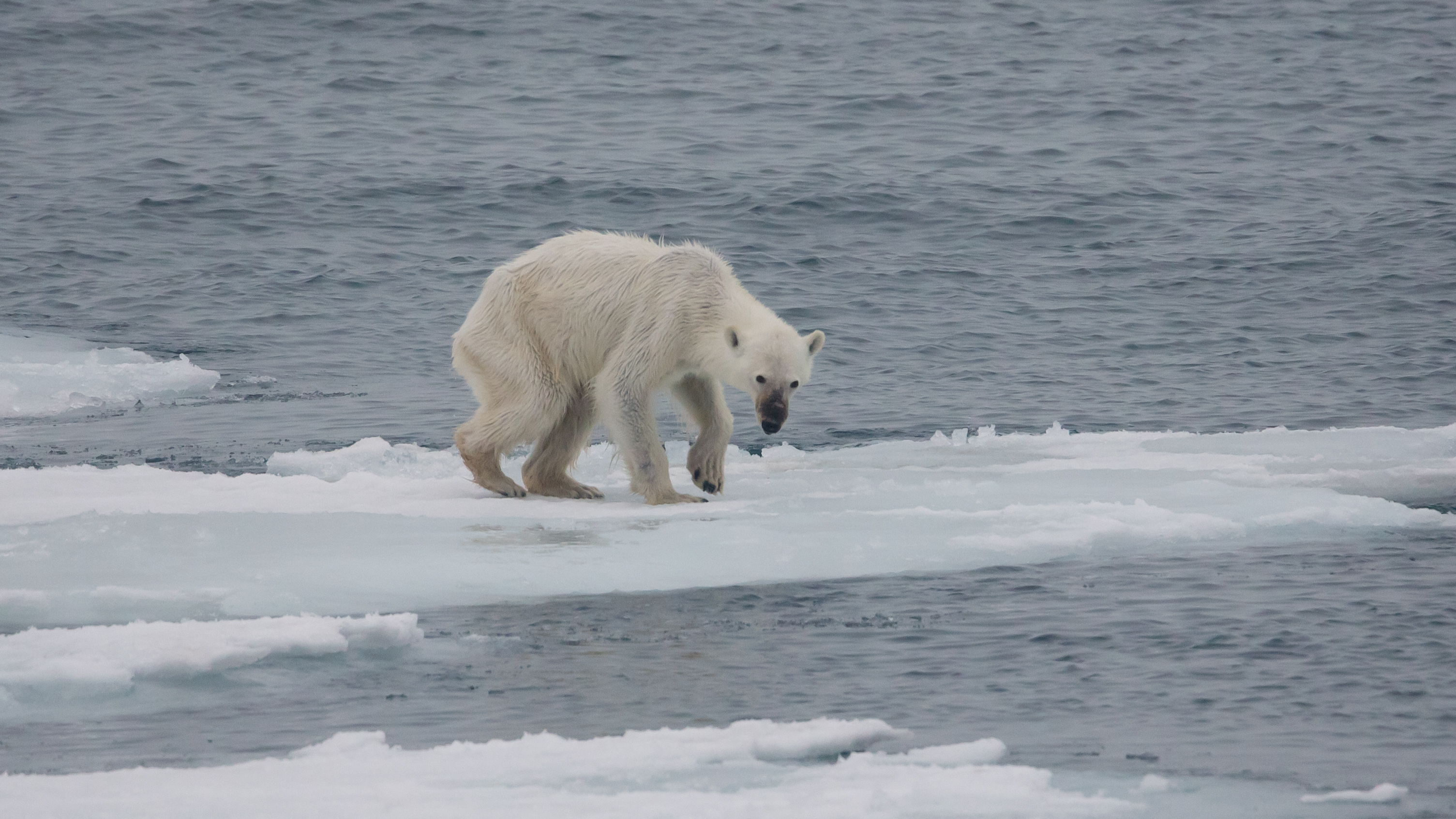
Anii 2080 ar putea fi anii în care specia ursului polar ar putea deveni extinctă

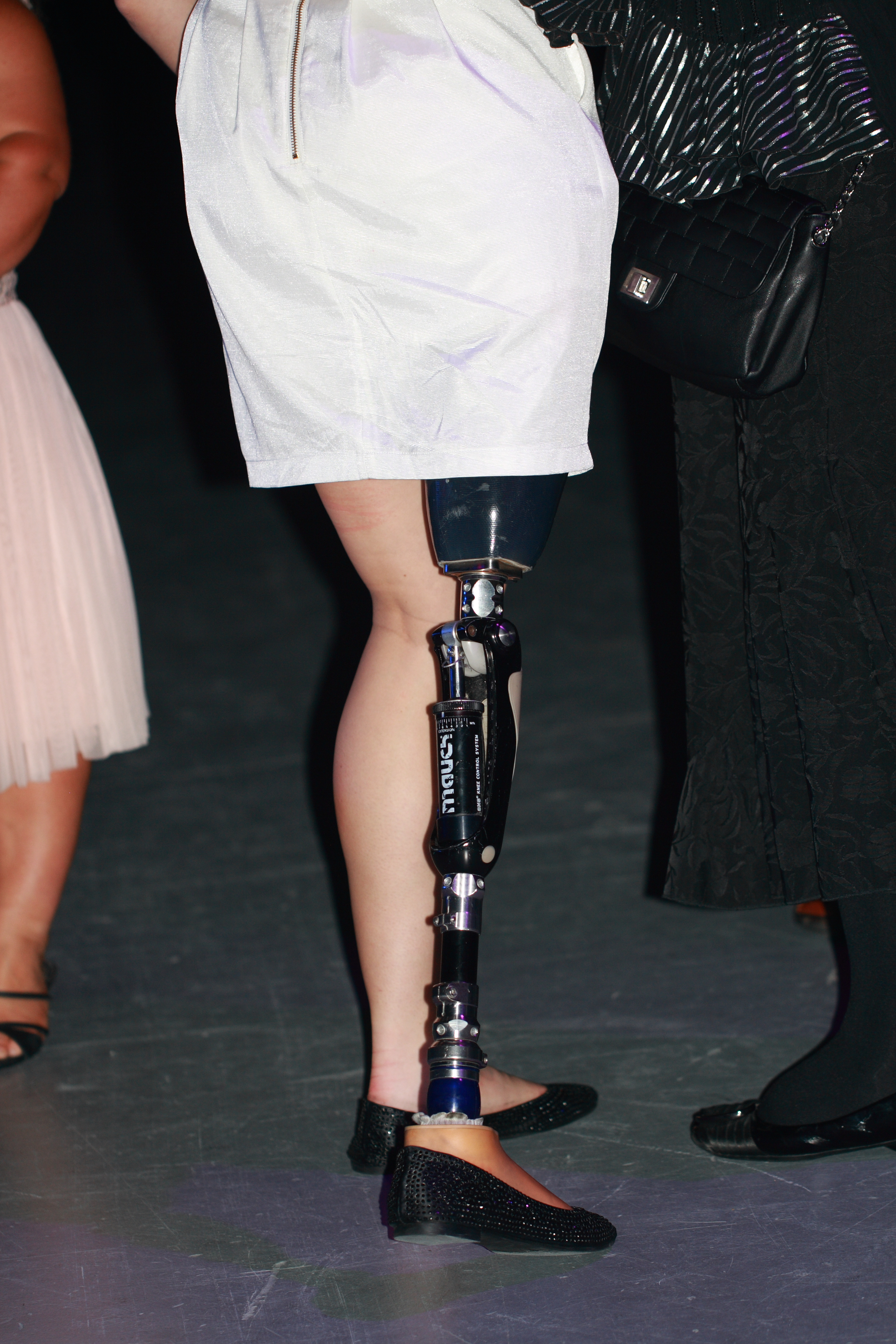
Proteză artificială

- Conform "Raportului privind modernizarea Chinei", China va deveni una dintre cele mai dezvoltate state din lume, depășind nivelul de dezvoltare al Statelor Unite ale Americii de la începutul secolului 21.  [1]
- Se estimează că tot mai mulți oameni de clasă medie vor deveni sintetici și vor renunța la latura biologică, acceptând să trăiască cu implanturi sintetice, organe artificale, ochi bionici și urechi cu timpane extra-senzoriale, precum și nano-conexiune de la creier la computere.  [2] [3]
- Cel mai ambițios proiect ingineresc, un tunel cu transport subteran transatlantic dintre Europa și America de Nord, ar putea fi realizat de roboți și mașinării avansate coordonate de inteligență artificială.[4]
- Multe dintre fostele gazde ale Jocurilor Olimpice de Iarnă nu vor mai putea asigura zăpadă din cauza creșterii temperaturilor. Verile vor fi tot mai secetoase pe continentul european, iar în marile orașe ca Paris și Londra temperatura medie de vara va fi de 40 grade Celsius, iar regiuni întregi din Italia, România, Bulgaria, Spania sau Grecia vor fi devastate de fenomenul deșertificării. [5] [6]
- Se estimează că specii de animale, precum urșii polari, vor dispărea. Prognozele de la Institutul Polar Norvegian arată că ultima calotă artica de gheață se va topi prin anii 2080.  [7]

### 2083
- Sunt proiectate computerele hiper-inteligente.
- Centralele nucleare Hinkley Point C sunt scoase din funcțiune.[8]
- Din cauza creșterii inflației, o bucatǎ de pâine va costa 34 dolari în SUA. [9]

### 2084

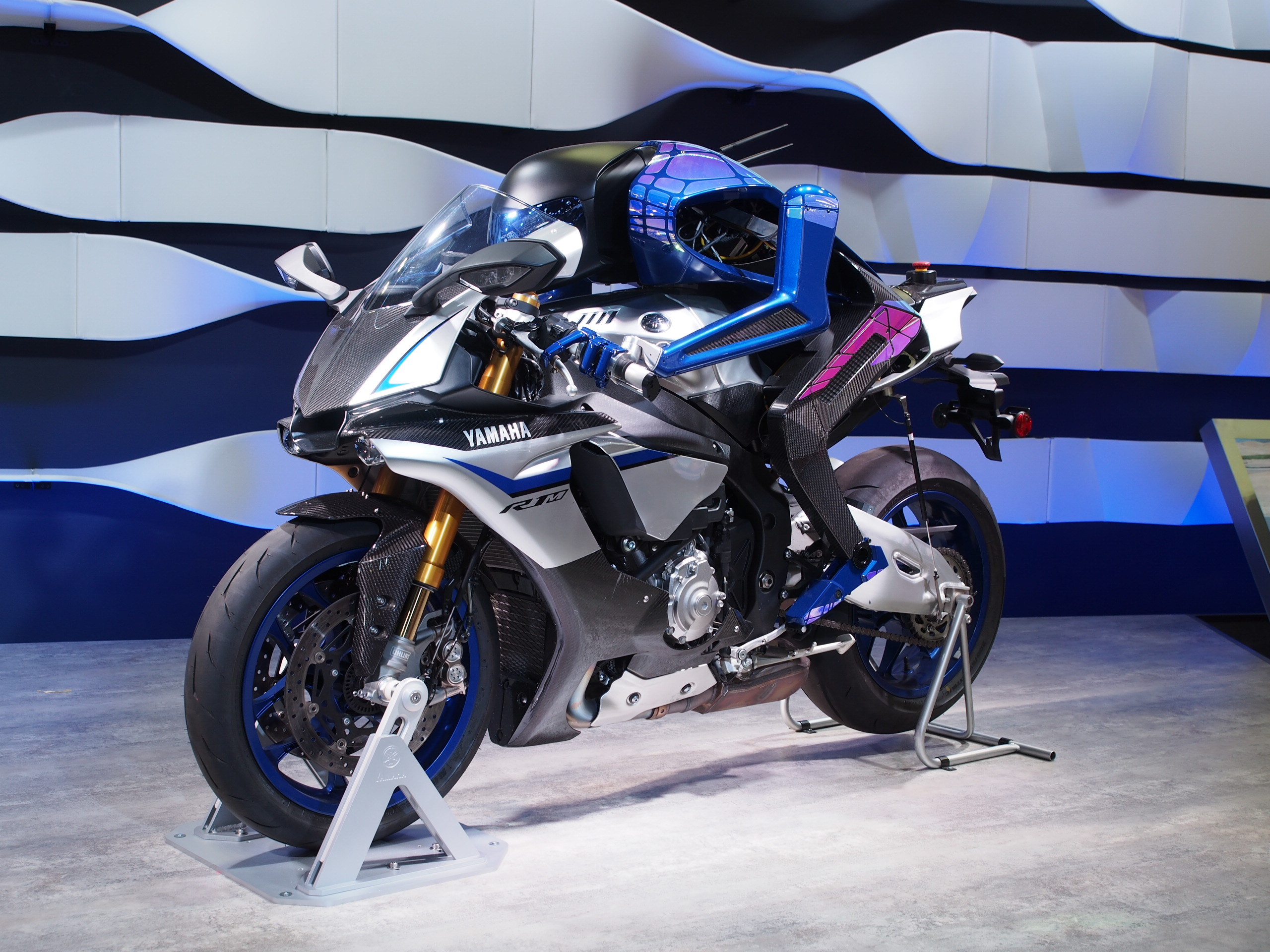
Yamaha Motobot Ver.2

- Tot mai mulți roboți androizi ajutați de drone vor lucra ca polițiști mobili și autonomi pentru a preveni infracționalitatea. Cu ajutorul senzoriilor și abilităților de comunicație, vor putea accesa baze de date, arhivele, facturile de achiziții, cazierul și conturile bancare, permițându-și să identifice oamenii de la mare distanță.  [10]
- 26 octombrie: Arenda deținută de poporul Pitjantjatjara asupra Uluru, către guvernul australian va expira.
- 10 noiembrie: Tranzitul planetei Pământ față de Marte.[11]

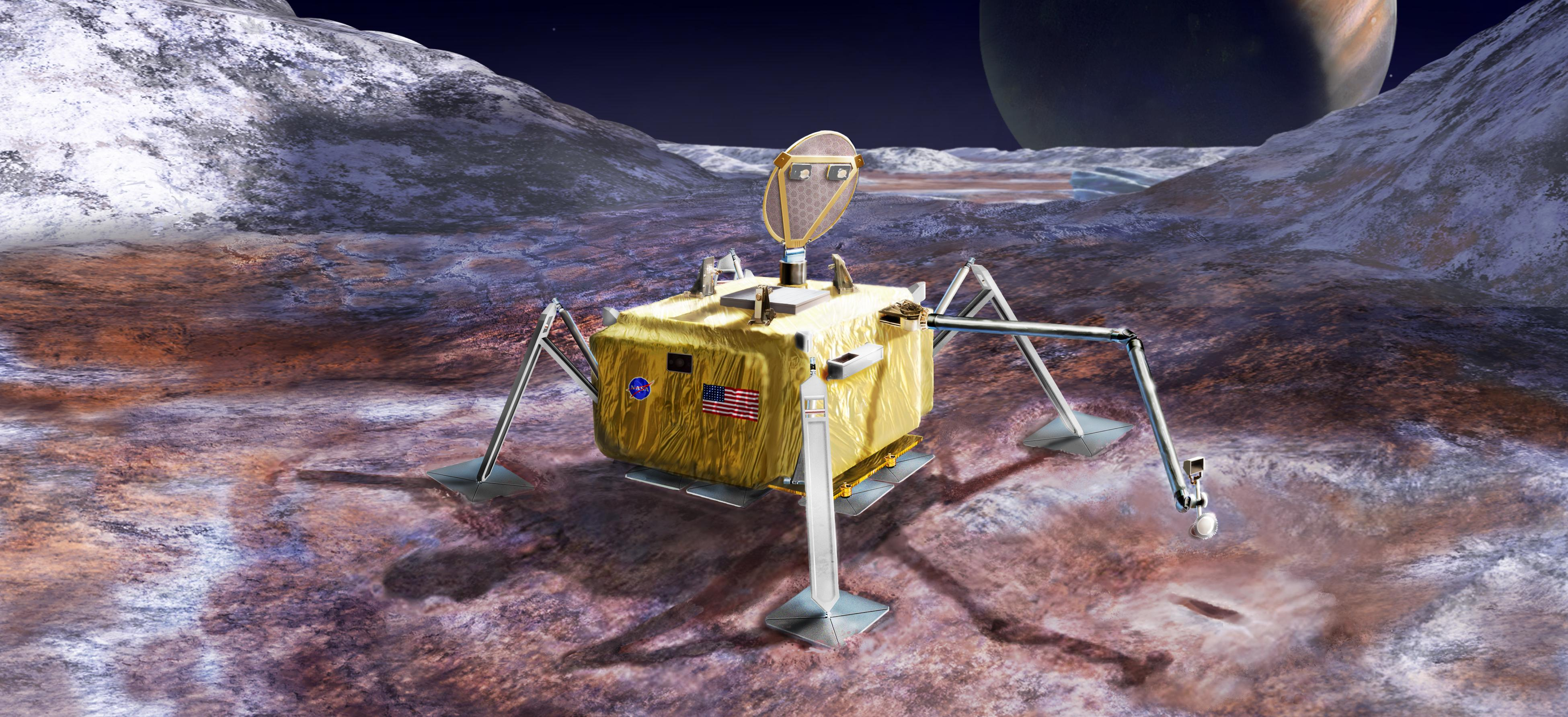
Aterizarea navei cu echipaj la bord pe Europa

### 2085
- Rata morților datorate tumorilor celebrale este redusă datorită evoluției tratamentelor.

### 2088
- Documente autorizate de Papa Francisc din anul 2013 vor fi afișate publicului, ținute secret în arhivele secrete ale Vaticanului.
- 27 octombrie: Mercur va eclipsa Jupiter pentru prima data din 1708.

### 2089
- mai-iunie: Insecta Magiciada se va combina simultan cu Brood X|X și Brood XIX|XIX pentru prima oară din 1868. Acest eveniment are loc la un interval de 221 de ani.[12]

### Nedatate
- Ar putea fi efectuată o expediție spațială cu echipaj la bord spre Jupiter și sateliții săi naturali ca Europa.

## Evenimente fictionale din cultura populară

### Filme
- Total Recall
- Prometheus (film)

### Jocuri
- Overwatch
- Remember Me (joc video)
- Observer (joc video)